# Zarka
Zarka (Arabisch: الزرقاء; az-Zarqāʾ; "de blauwe") ook bekend onder de namen Zarqa, Zerka, Ez-Zarqa en Az-Zarqa (lokaal uitgesproken als ez-Zergā of ez-Zer'a), is een stad in Jordanië gelegen op ongeveer 25 kilometer ten noordoosten van de hoofdstad Amman in een sterk aride gebied. Met 395.227 inwoners (volkstelling 2004) vormt het de tweede stad van het land. Zarka vormt de hoofdstad van het gouvernement Zarka (Muhāfaẓat az-Zarqā), waar in 2004 764.650 mensen woonden, ofwel 15,5% van de Jordaanse bevolking. Zarka heeft een eigen particuliere universiteit.
Zarka vormt het industriële centrum van het land: ruim 50% van de Jordaanse industrie bevindt zich in de stad. Deze positie heeft de stad vooral te danken aan het feit dat ze zo dicht bij het machtscentrum ligt en de grondprijzen er lager zijn dan in Amman.
De bevolking van de stad is sterk toegenomen sinds de jaren 40 van de 20e eeuw. Na de Zesdaagse Oorlog volgde een stroom van Jordaanse en Palestijnse vluchtelingen vanuit de Westelijke Jordaanoever, waardoor de stad in inwonertal verdubbelde.
In 2007 werd een groot woningbouw- en kantorenbouwproject aangekondigd. Ruim 370.000 mensen moeten in een nieuwe plaats bij Zarka worden gehuisvest. De werkzaamheden zullen worden gefinancierd door bedrijven uit Saoedi-Arabië en de nieuwe stad zal King Abdullah Ben Abdul Aziz Al Saud Residential City gaan heten naar koning Abdoellah bin Abdoel Aziz al-Saoed. Het project, dat het grootste uit de Saoedische geschiedenis wordt genoemd, zal worden uitgevoerd door bedrijven uit de Golfregio en zal enkele miljarden dollars gaan kosten. Vanuit Amman zal hiervoor een nieuwe moderne spoorlijn naar Zarka worden aangelegd.

## Kapingen
Op 6 september 1970, tijdens Zwarte September, kaapte het Volksfront voor de Bevrijding van Palestina drie vliegtuigen en dwong ze te landen op Dawson's Field, het vliegveld van de stad, dat door de Palestijnse strijders was omgedoopt in "Vliegveld van de Revolutie". Een paar dagen later werd nog een vierde vliegtuig gekaapt. De gijzelnemers eisten de vrijlating van Palestijnse gevangenen, maar lieten uiteindelijk alle gijzelaars vrij. De vliegtuigen werden opgeblazen. Het Jordaanse leger opende later een klopjacht op de Palestijnse strijders in de stad, waarbij burgers niet werden ontzien.

## Geboren in Zarka
- Abu Musab al-Zarqawi (1966-2006), Jordaanse terroristenleider
- Montasser AlDe'emeh (1989), Belgisch-Palestijnse auteur

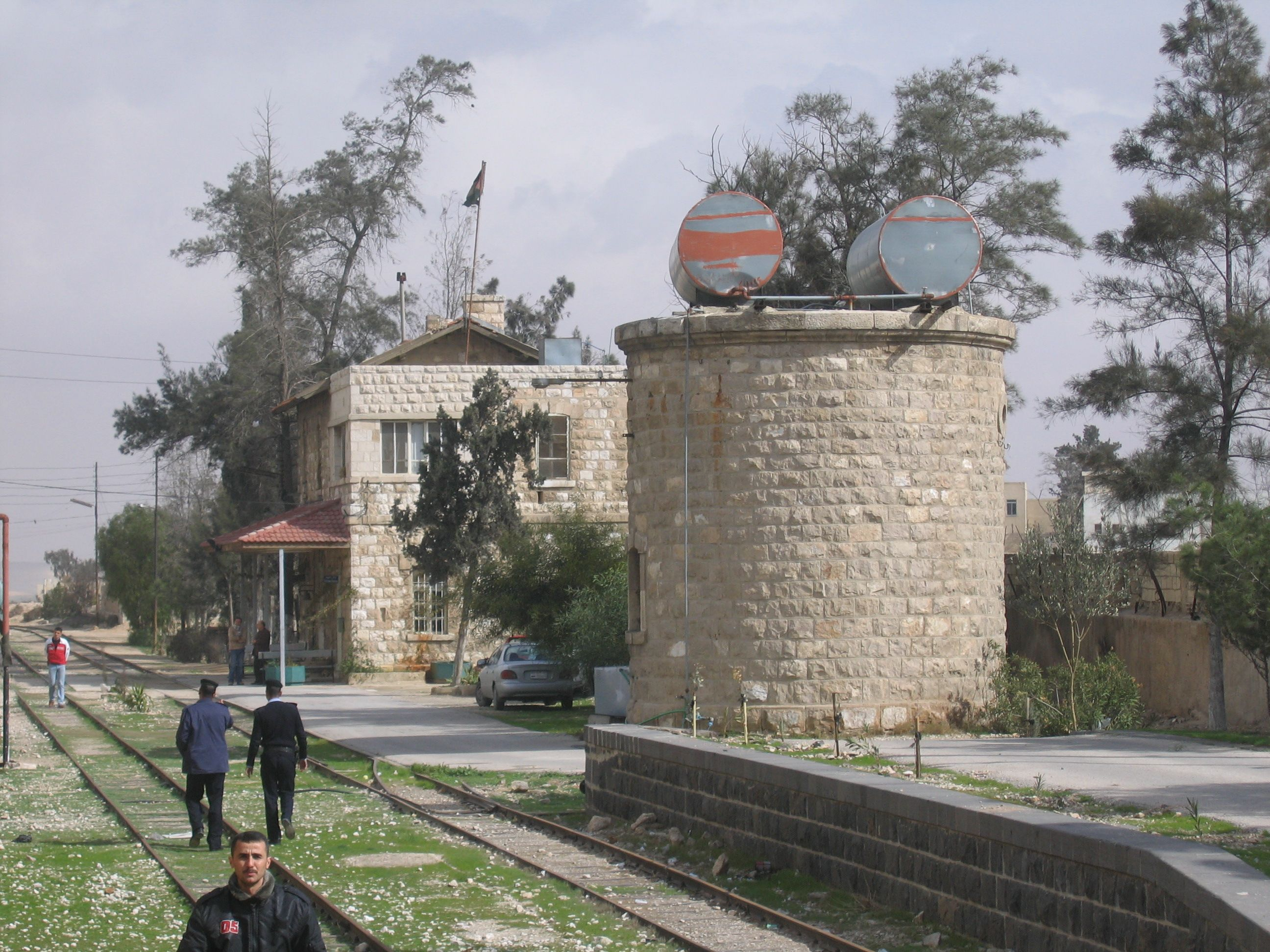
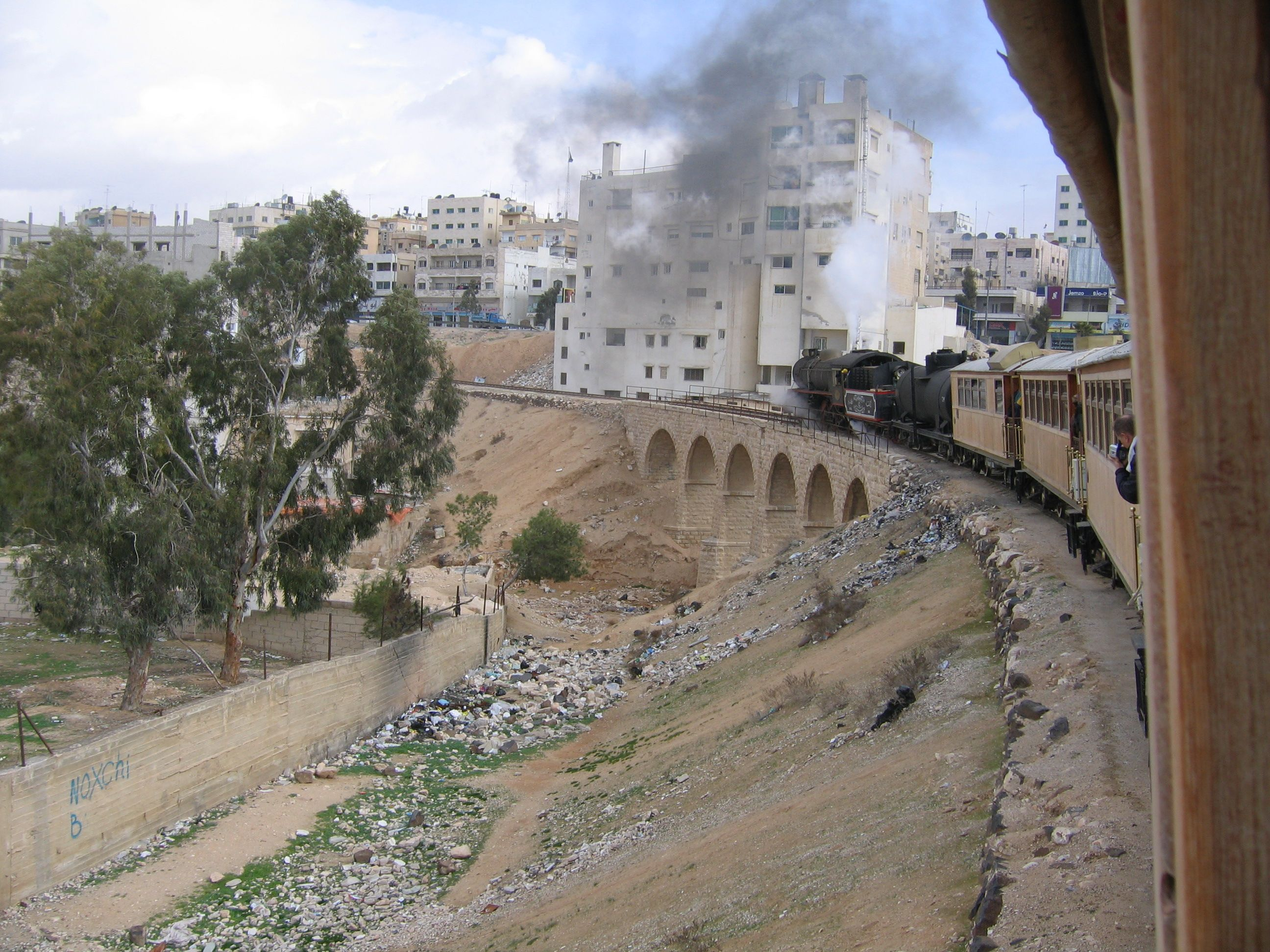
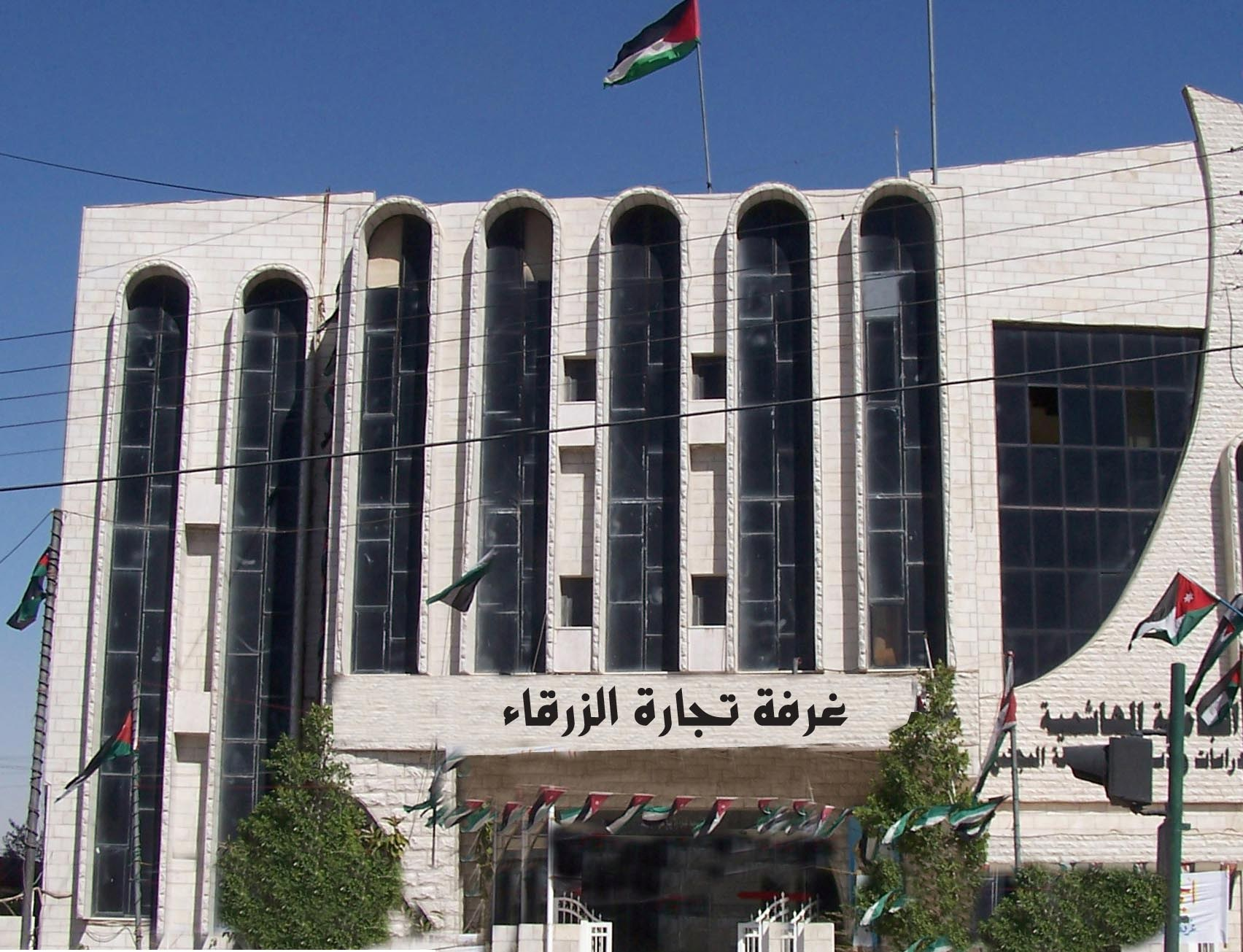
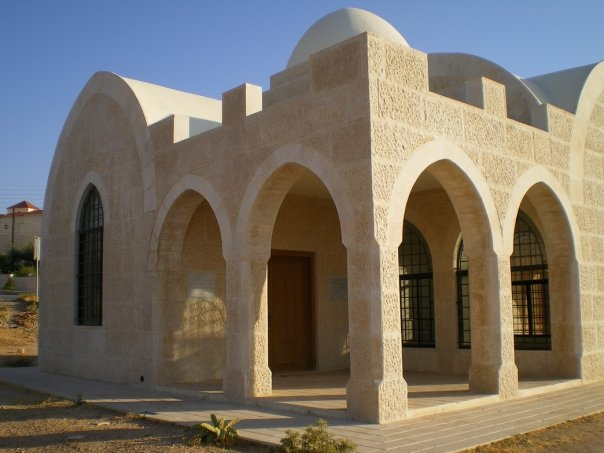
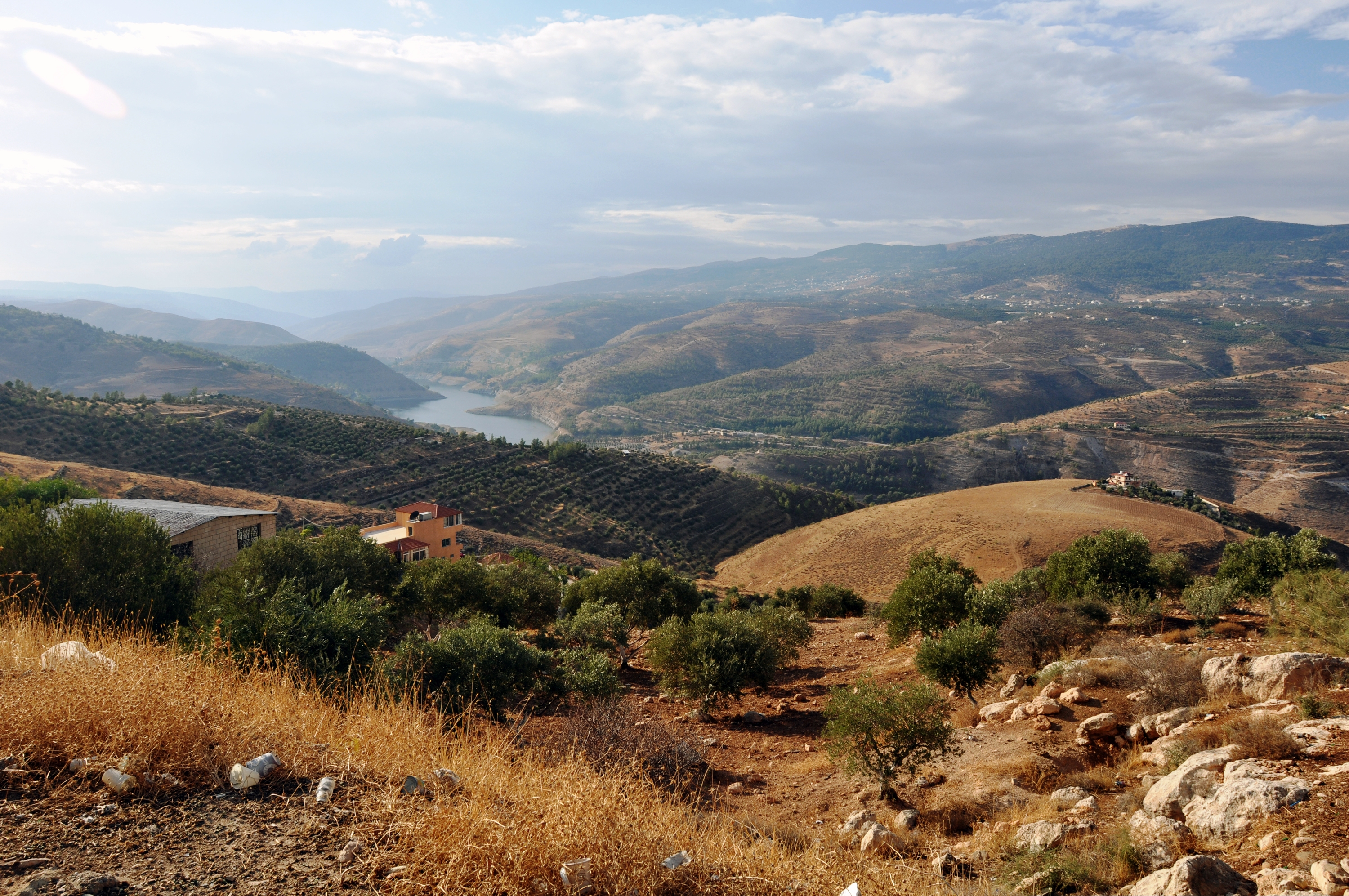
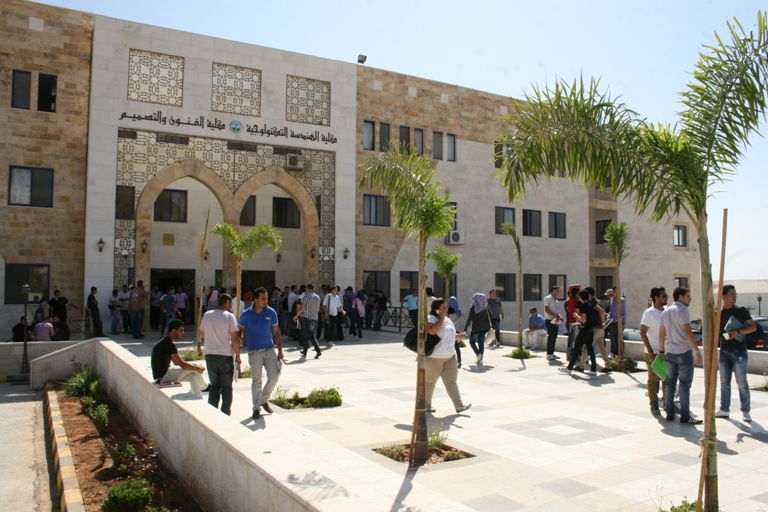